# 湯姆克蘭西：全境封鎖2
《湯姆克蘭西：全境封鎖2》爲一款由Massive Entertainment開發并由育碧發行的在線第三人稱射擊遊戲。已于2019年3月15日在Microsoft Windows、PlayStation 4以及Xbox One發布，之後於2020年3月17日在Google Stadia平台發布。同月发布一个名为 《纽约军阀》的扩展包。2025年5月又發佈新DLC布魯克林之戰。

## 玩法
遊戲采取第三人稱視角。其故事發生前作七個月後的華盛頓特區，敵對派系之間争奪街道的控制權。在遊戲中，玩家可與他人合作以達成目标。此外，遊戲中還會加入8人的Raid模式。

## 情节

### 设定
除原先的國土戰略局以及職守於華盛頓特區的聯合特遣部隊外，並追加新敵方-真實之子、鬣狗、流亡者以及黑色獠牙。
- 國土戰略局（Strategic Homeland Division）：根據地為白宮，標誌是浴火鳳凰，玩家（特工）所屬組織，各特工在平時以各行各業身份蟄伏在民間，使用高科技裝備作戰。爆發危機後，全員出動導正社會混亂秩序並回復政府機關的機能。特工執行任務時獨來獨往，必要時組成小隊行動。紐約地區恢復正常後，由於華盛頓地區的SHD網路遭不明組織破壞，進而啟動緊急協議，通知特工動身前往華盛頓。華盛頓地區的指揮官為SHD特工亞蘭妮·凱爾索。
- 聯合特遣部隊（Joint Task Force）：根據地為白宮，標誌是美軍軍徽，政府的統合任務部隊，由美軍特戰部隊、國民兵、警察、消防隊、醫療人員、環保局清潔隊所組成，使用軍事裝備作戰，負責維持華盛頓的治安、災後重建、暗區物資運輸和武裝保衛政府機關。華盛頓地區的指揮官為國民兵少校曼尼·奧爾特加。
- 武裝民兵：根據地為各聚落安全區，成員為退役特工和退役JTF成員、特工和JTF成員的眷屬、當地民眾、自願義工、民間醫療人員、工程運輸人員，使用軍事裝備作戰，負責維持各聚落的物資收集，區域巡邏和武裝保衛安全區。
- 鬣狗（Hyenas） ：根據地為區域聯盟體育館，標誌是綠色線條塗鴉，成員為原犯罪分子，使用毒品以及興奮劑作戰，採議會制（但組織內部各派系互鬥嚴重），透過暴力與恐嚇搶奪平民營地，並在亂世中以犯罪殺人為樂。
- 流亡者（Outcasts）：根據地為華盛頓羅斯福島，標誌是生化符號，成員為疫情爆發後駐守在華盛頓羅斯福島的JTF部隊、清潔隊、消防隊、防疫人員、原羅斯福島居民以及Green Poison帶原者，使用噴火槍、汽油彈以及自殺炸彈作戰，由於被政府隔離（實則遺棄）而心生怨恨，不再聽從政府，決心報復袖手旁觀的安全區平民以及強制隔離並處決感染者的政府。首領爲Green Poison帶原者艾米琳·蕭。
- 真實之子（True Sons） ：根據地為國會山莊，標誌是塗黑的美國國旗，成員為前JTF人員與傭兵、激進份子，使用軍事裝備作戰，在疫情爆發期間因物資缺乏、難民暴增以及政府的反應緩慢和錯誤政策而心生怨恨，不再聽從政府，認為需要高壓統治才可消滅疫情並重建文明社會。首領爲前JTF上校安特伍·瑞吉威。
- 黑色獠牙（Black Tusk）：根據地不明，來歷不明的PMC，標誌是藍底白線的方塊，成員均為特種精英，使用高科技裝備作戰，擁有不下於國土戰略局的戰力，對國土戰略局來說是最大威脅，動機不明。
- 暴徒（Raiders）：根據地不明，標誌不明，不屬於任何敵方勢力的較小派系，成員為生存不惜搶劫殺人的難民，使用軍事裝備作戰，動機不明。
- 伏擊者（Ambushers）：根據地為地下世界，標誌不明，不屬於任何敵方勢力的較小派系，成員不明，使用電鋸、砍刀、鐵鎚、棍棒等非槍械工具作戰，動機不明。

## 開發
遊戲由Massive Entertainment開發。在評估過玩家對首款遊戲的反饋意見後，其計劃在發布時加入更多遊戲内容，改善最終版本的遊戲，并将優先考慮遊戲的最終版本。
該遊戲于2018年3月9日由育碧公布，首支玩法鏡頭也在6月的E3遊戲展中展出。在E3上，育碧确認遊戲将在2019年3月15日于Microsoft Windows、PlayStation 4以及Xbox One平台發布。測試版本也将于正式發售前發布。遊戲放出後會追加三個補充包，給遊戲添加新的故事情節與玩法，并會爲所有玩家免費提供。

## 反响
| 汇总媒体   | 得分                                   |
| ---------- | -------------------------------------- |
| Metacritic | (XONE) 82/100 (PS4) 82/100 (PC) 84/100 |

| 媒体          | 得分   |
| ------------- | ------ |
| Destructoid   | 8.5/10 |
| Game Informer | 9/10   |
| GamesRadar+   | [ 16 ] |
| GameSpot      | 9/10   |
| PC Gamer美国  | 82/100 |

## 未來
《全境封鎖：烽火戰地》是全境封鎖宇宙中的免費衍生系列，自2020年開始開發。

## 外部連結
- 《全境封鎖2》官方網站：簡體中文、繁體中文、英文